# Seznam finskih kemikov
Seznam finskih kemikov.

## A
- Ossian Aschan (1860—1939)

## G
- Johan Gadolin (1760—1852)

## H
- Edvard Hjelt (1855—1921)

## L
- Markku Leskelä (1950)

## P
- Pekka Pyykkö (1941)

## V
- Artturi Ilmari Virtanen (1895—1973)  1945